# Gluconato de cálcio
O gluconato de cálcio é um suplemento mineral. É a forma de cálcio mais utilizada para o tratamento da hipocalcemia. A solução a 10% (10g/100mL) contém 0,93% de cálcio (0,93 g/100ml). Também é utilizado para neutralizar overdoses de sulfato de magnésio, que é frequentemente administrado a grávidas, ao invés de se prevenir as convulsões profilaticamente (como em pacientes com pré-eclampsia). Preparados em gel de gluconato de cálcio são utilizados para tratar queimaduras com ácido fluorídrico.